# Grand Prix Belgie 2000
LVIII Foster's Grand Prix de Belgique
- 27. srpen 2000
- Okruh Spa-Francorchamps
- 44 kol x 6,968 km = 306,592 km
- 659. Grand Prix
- 18. vítězství Mika Häkkinena
- 130. vítězství pro McLaren

## Výsledky

### Pořadí v cíli
| Pozice | Jezdec                | Vůz             | Čas         |
| ------ | --------------------- | --------------- | ----------- |
| 1      | Mika Häkkinen         | McLaren MP4/15  | 1:28'14.494 |
| 2      | Michael Schumacher    | Ferrari F1-2000 | á 0:01:104  |
| 3      | Ralf Schumacher       | Williams FW22   | á 0:38:096  |
| 4      | David Coulthard       | McLaren MP4/15  | á 0:43:281  |
| 5      | Jenson Button         | Williams FW22   | á 0:49:914  |
| 6      | Heinz-Harald Frentzen | Jordan EJ10     | á 0:55:984  |
| 7      | Jacques Villeneuve    | BAR 002         | á 1:12:380  |
| 8      | Johnny Herbert        | Jaguar R1       | á 1:27:808  |
| 9      | Mika Salo             | Sauber C19      | á 1:28:670  |
| 10     | Eddie Irvine          | Jaguar R1       | á 1:31:555  |
| 11     | Pedro Diniz           | Sauber C19      | á 1:34:123  |
| 12     | Ricardo Zonta         | BAR 002         | á 1 kolo    |
| 13     | Alexander Wurz        | Benetton B200   | á 1 kolo    |
| 14     | Marc Gené             | Minardi M02     | á 1 kolo    |
| 15     | Jos Verstappen        | Arrows A21      | á 1 kolo    |
| 16     | Pedro de la Rosa      | Arrows A21      | á 2 kola    |
| 17     | Gaston Mazzacane      | Minardi M02     | á 2 kola    |
| Kolo   | Odstoupili            | -               | -           |
| 32     | Rubens Barrichello    | Ferrari F1-2000 | Tlak paliva |
| 32     | Jean Alesi            | Prost AP03      | Tlak paliva |
| 12     | Nick Heidfeld         | Prost AP03      | Motor       |
| 8      | Giancarlo Fisichella  | Benetton B200   | Elektřina   |
| 4      | Jarno Trulli          | Jordan EJ10     | Kolize      |

### Nejrychlejší kolo
- Rubens Barrichello Ferrari F1-2000 1'53803 – 220,423 km/h

### Vedení v závodě
- 1-12 kolo Mika Häkkinen
- 13-22 kolo Michael Schumacher
- 23-27 kolo Mika Häkkinen
- 28-40 kolo Michael Schumacher
- 41-44 kolo Mika Häkkinen

### Postavení na startu
| 1. řada  | 1                                      | 2                                     |
|          | Mika Häkkinen McLaren 1'50.646         | Jarno Trulli Jordan 1'51.419          |
| 2. řada  | 3                                      | 4                                     |
|          | Jenson Button Williams 1'51.444        | Michael Schumacher Ferrari 1'51.552   |
| 3. řada  | 5                                      | 6                                     |
|          | David Coulthard McLaren 1'51.587       | Ralf Schumacher Williams 1'51.743     |
| 4. řada  | 7                                      | 8                                     |
|          | Jacques Villeneuve BAR 1'51.799        | Heinz Harald Frentzen Jordan 1'51.926 |
| 5. řada  | 9                                      | 10                                    |
|          | Johnny Herbert Jaguar 1'52.242         | Rubens Barrichello Ferrari 1'52.444   |
| 6. řada  | 11                                     | 12                                    |
|          | Giancarlo Fisichella Benetton 1'52.756 | Eddie Irvine Jaguar 1'52.885          |
| 7. řada  | 13                                     | 14                                    |
|          | Ricardo Zonta BAR 1'53.002             | Nick Heidfeld Prost 1'53.193          |
| 8. řada  | 15                                     | 16                                    |
|          | Pedro Diniz Sauber 1'53.211            | Pedro de la Rosa Arrows 1'53.237      |
| 9. řada  | 17                                     | 18                                    |
|          | Jean Alesi Prost 1'53.309              | Mika Salo Sauber 1'53.357             |
| 10. řada | 19                                     | 20                                    |
|          | Alexander Wurz Benetton 1'53.403       | Jos Verstappen Arrows 1'53.912        |
| 11. řada | 21                                     | 22                                    |
|          | Marc Gené Minardi 1'54.680             | Gaston Mazzacane Minardi 1'54.784     |
| -------- | -------------------------------------- | ------------------------------------- |

- 107 % = 1'58"391

### Zajímavosti
- Motory Fondmetal startoval v 25 GP

| Pole position  | Vítězství      | Nejrychlejší kolo  |
| Finsko         | Finsko         | Brazílie           |
| Mika Häkkinen  | Mika Häkkinen  | Rubens Barrichello |
| McLaren MP4/15 | McLaren MP4/15 | Ferrari F1-2000    |
| 1'50.646       | 1:28'14.494    | 1'53.803           |
| 226.712 km/h   | 208.468 km/h   | 220.423 km/h       |
| -------------- | -------------- | ------------------ |

### Stav MS
- Zelená - vzestup
- Červená - pokles

| *  | Jezdec                | Body |
| -- | --------------------- | ---- |
| 1  | Mika Häkkinen         | 74   |
| 2  | Michael Schumacher    | 68   |
| 3  | David Coulthard       | 61   |
| 4  | Rubens Barrichello    | 49   |
| 5  | Ralf Schumacher       | 20   |
| 6  | Giancarlo Fisichella  | 18   |
| 7  | Jacques Villeneuve    | 11   |
| 8  | Jenson Button         | 10   |
| 9  | Heinz-Harald Frentzen | 7    |
| 10 | Jarno Trulli          | 6    |
| 11 | Mika Salo             | 6    |
| 12 | Eddie Irvine          | 3    |
| 13 | Jos Verstappen        | 2    |
| 14 | Pedro de la Rosa      | 2    |
| 14 | Ricardo Zonta         | 1    |

| * | Vůz      | Body |
| - | -------- | ---- |
| 1 | McLaren  | 125  |
| 2 | Ferrari  | 117  |
| 3 | Williams | 30   |
| 4 | Benetton | 18   |
| 5 | Jordan   | 13   |
| 6 | BAR      | 12   |
| 7 | Sauber   | 6    |
| 8 | Arrows   | 4    |
| 9 | Jaguar   | 3    |

| * | Jezdec         | Body |
| - | -------------- | ---- |
| 1 | Německo        | 95   |
| 2 | Finsko         | 80   |
| 3 | Velká Británie | 74   |
| 4 | Brazílie       | 50   |
| 5 | Itálie         | 24   |
| 6 | Kanada         | 11   |
| 7 | Nizozemsko     | 2    |
| 8 | Španělsko      | 2    |